# Троїцьке (Сіверськодонецький район)
Тро́їцьке (в минулому — Чотирнадцята Рота) — село в Україні, у Попаснянській міській громаді Сіверськодонецького району Луганської області.
Населення становить 1415 осіб згідно з переписом 2001 року, 86,01 % вказали рідною українську, 13,92 % — російську, 0,07 % — білоруську.
Розташоване по обох боках річки Лугань (в народі — Луганка) за 12 кілометрів від центру громади.

## Опис
Троїцьке відрізняється від інших сіл величезною протяжністю. Троїцьке простягається аж до містечка Миронівка і межує з Донецькою областю. Раніше село Воздвиженка (Донецька область) було околицею Троїцького і належало до Луганської області.[джерело?]
Є міст через річку Лугань, яка з берегів переважно поросла очеретом.
Крім цього село цікавить людей дивними старими назвами вулиць (Мала Залугань, Куток).[джерело?] Також збереглися старі будинки (більшість з них перебудовані або покращені будівельним матеріалом).[джерело?]
Назва села досить поширена по всій Україні, оскільки походить від Святої Трійці.

## Історія
За даними на 1859 рік у казенному селі Троїцьке (14-та рота Бахмутського гусарського полку) Бахмутського повіту Катеринославської губернії мешкало 5493 особи (2688 чоловіків та 2715 жінок), налічувалось 764 дворових господарства, існувала православна церква, проходило 3 ярмарки на рік.
Станом на 1886 рік в селі, центрі Троїцької волості, мешкало 6000 осіб, налічувався 871 двір, існували православна церква, школа та 10 лавок, проходило 3 ярмарки на рік.
За переписом 1897 року кількість мешканців зросла до 6319 осіб (3121 чоловічої статі та 3198 — жіночої), з яких 6250 — православної віри.
Село постраждало внаслідок геноциду українського народу, вчиненого урядом СРСР у 1932—1933 роках, кількість встановлених жертв — 179 людей.
До 2020 року було центром Троїцької сільської ради.

### Війна на сході України
Під час Російсько-української війни 16 вересня о 12:20 проплачені проросійські терористи розпочали мінометний обстріл села.
25 вересня перед 18-ю годиною почався та тривав до 4-ї ранку 26-го обстріл терористами блок-постів Нацгвардії біля Троїцької сільради, загорівся ближній ліс.
1 лютого 2015-го між селами Троїцьке та Санжарівка на позицію, яку обороняли підрозділ 128-ї окремої гірськопіхотної бригади — приблизно 60 бійців та 2 танки 17-ї танкової бригади, вийшло близько 10 одиниць бронетехніки терористів — танки, БТР, МТ-ЛБ, «Урали» з зенітними гарматами, значні піхотні групи. Українська артилерія знищила одну бронемашину та «Урал», 4—5 танків продовжили атакували позиції. Екіпаж молодшого сержанта Осташевського ліквідував один ворожий танк, решта підійшли впритул, в окопах почалися рукопашні сутички. Танк Осташевського підбито протитанковою керованою ракетою, загинув екіпаж танка: молодший сержант Олексій Осташевський, молодші сержанти Василь Денисюк та Костянтин Ткачук. Командирський люк був відкритий, через нього внаслідок вибуху Осташевського викинуло із башти до 30 метрів, Ткачук та Денисюк згоріли у машині. Позицію було утримано українськими військовими, захоплено справний російський танк Т-72 та полонено контуженого механіка-водія. 1 лютого 2015-го загинув у бою під селом Троїцьке, відбиваючи атаку ДРГ терористів «ЛНР» на взводний опорний пункт «Саша», сержант 17-ї танкової бригади Дмитро Человський. Тоді ж загинув старший солдат Дмитро Головін.
6 лютого 2015-го під Троїцьким вояки 128-ї окремої бригади відбивали танкові атаки, на блокпосту № 3 загинув солдат Анатолій Слонський. Протягом двох діб підрозділ відбив кілька танкових атак, захопив два «Урали» та полонив російських найманців. 5 травня 2015-го загинув в селі Троїцьке при виконанні розвідувальної операції старший лейтенант Андрій Гіндюк, розміновували вибухівку. До лікарні довезти не встигли. 17 травня внаслідок підриву на фугасі автомобіля «УАЗ», що рухався ґрунтовою дорогою до села Троїцьке, в якому везли гуманітарну допомогу на передову лінію, загинули молодший сержант Іван Попіль, полковник Андрій Соколенко, волонтери Володимир Боднар та Геннадій Євдокименко, вижив тільки волонтер Андрій Романчак (із 70 % опіків). 30 травня загинув під час бойового зіткнення на взводному опорному пункті поблизу села Троїцьке солдат 17-ї танкової бригади Федір Гузієнко. 13 червня загинув неподалік від Троїцького — у лісосмузі на розтяжці підірвався, помер від поранень солдат Олег Рибачок. Близько 1-ї години ночі 5 серпня 2015-го терористи з мінометів обстріляли Троїцьке, поранений один боєць ЗСУ. 21 серпня терористи обстріляли Троїцьке, поранено вояка ЗСУ. 10 вересня на блокпосту за Троїцьким у напрямку до села Калинового — підконтрольного «ЛНР» — підірвалися військовики 54-ї механізованої бригади на розтяжці, встановленій терористами, один боєць загинув, п'ятеро поранені. Пізніше у лікарні Артемівська помер другий боєць. 11 липня 2017 року внаслідок гранатометного обстрілу терористами українських сил один військовик зазнав поранень під Троїцьким. 17 серпня 2017-го внаслідок обстрілу з гранатомета українських укріплень біля Троїцького один український боєць зазнав поранення.
Під час російського вторгнення в Україну у 2022 році, у 20-х числах травня село було окуповано російськими військами внаслідок падіння Попасної.

## Населення
Згідно з переписом УРСР 1989 року чисельність наявного населення села становила 1847 осіб, з яких 844 чоловіки та 1003 жінки.
За переписом населення України 2001 року, в селі мешкало 1415 осіб.

### Мова
Розподіл населення за рідною мовою за даними перепису 2001 року:
| Мова       | Відсоток |
| ---------- | -------- |
| Українська | 86,01 %  |
| Російська  | 13,92 %  |
| Білоруська | 0,07 %   |

## Відомі персоналії
- Кузьмінов Василь Павлович — Герой Радянського Союзу.
- Юрій Ош — член НСЖУ, письменник, поет.
- Тодика Юрій Миколайович — радянський, молдавський і український вчений-правознавець, фахівець у галузі конституційного права.
- Тодоров Петро Прокопович — український діяч, голова правління ВАТ «Харківський тракторний завод імені Серго Орджонікідзе». Член Центральної Контрольної Комісії (ЦКК) КПРС, член Президії і Бюро Президії ЦКК КПРС в липні 1990 — серпні 1991 р. Дійсний член Академії інженерних наук України.

## Також
- Перелік населених пунктів, що постраждали від Голодомору 1932—1933 (Луганська область)